# Élections générales britanniques de 1857
Les élections générales britanniques de 1857 se sont déroulées du 27 mars au 28 avril 1857. Ces élections sont remportées par le Parti whig.

## Résultats
| Parti | Parti              | Candidats | Candidats | Candidats | Votes   | Votes | Votes |
| Parti | Parti              | Présentés | Élus      | +/-       | Nombre  | %     | +/-   |
| ----- | ------------------ | --------- | --------- | --------- | ------- | ----- | ----- |
|       | Parti whig         | 507       | 377       | +53       | 464 127 | 64,9  | +7    |
|       | Parti conservateur | 351       | 264       | -66       | 239 712 | 33,5  | -7,1  |
|       | Autres             | 19        | 13        | +13       | 12 099  | 1,7   | N/A   |
|       | Chartiste          | 1         | 0         | 0         | 614     | 0,1   | -0,1  |
| Total | Total              | 878       | 654       | =         | 716 552 | 100   | =     |